# Hamearis albomaculata
Hamearis albomaculata är en fjärilsart som beskrevs av Blachier och Charles Stuart Gregson 1867. Hamearis albomaculata ingår i släktet Hamearis och familjen Riodinidae. Inga underarter finns listade i Catalogue of Life.